# Olof Andersson (orgelbyggare)
Olof Andersson, född 14 mars 1818 i Norsjö, Västerbottens län död 19 juni 1892 i Norsjö, Västerbottens län, var en svensk amatörorgelbyggare och bonde i Bjurträsk, Norsjö socken. Han byggde orglar i Luleå stift och en del tillsammans med brodern Johan Andersson Ask.

## Biografi
Olof föddes 14 mars 1818 i Bjurträsk nr 2, Norsjö socken. Han var son till bonden Anders Johansson och Anna Greta Olofsdotter. Familjen bosatte 1845 sig på Bjurträsk 2. Omkring 1885 tar sonen Karl Fredrik Norén över gården. Olof Andersson avlider 19 juni 1892 på Bjurträsk av lunginflammation och han begravs den 24 juni samma år.
Orgelbyggare Nils Oskar Alm arbetar som dräng på gården mellan 1868 och 1869.

## Orglar
| År   | Ursprunglig kyrka             | Stift | Bild | Manualer | Pedal   | Stämmor | Bevarad orgel/fasad | Övrigt                                                                                        |
| ---- | ----------------------------- | ----- | ---- | -------- | ------- | ------- | ------------------- | --------------------------------------------------------------------------------------------- |
| 1850 | Malå kyrka                    | Luleå |      |          |         | 6       | Nej/Nej             | En ny orgel byggdes 1890 av Nils Oskar Alm, Boden.                                            |
| 1850 | Norsjö kyrka                  | Luleå |      |          |         | 18      | Nej/Nej             | En ny orgel byggdes 1895 av Nils Oskar Alm, Boden.                                            |
| 1857 | Österjörns kyrka              | Luleå |      | 1        | Bihängd | 9       | Ja/Ja               | Orgeln flyttades 1956 ner från läktaren och placerades vid södra ingången.                    |
| 1859 | Sankt Mikaels kapell, Vindeln | Luleå |      |          |         | 5       | Nej/Nej             | Orgeln flyttades 1903 till Vindelns kyrka. En ny orgel byggdes 1915 av Nils Oskar Alm, Boden. |
| 1863 | Åsele kyrka                   | Luleå |      |          |         |         |                     | Eventuellt byggd av Olof Carlsson, Tannträsk, Lycksele tillsammans med sin son.               |